# Combrit
Combrit is een gemeente in het Franse departement Finistère, in Bretagne. De plaats maakt deel uit van het arrondissement Quimper. Combrit telde op 1 januari 2022 4.271 inwoners.

## Geografie
De oppervlakte van Combrit bedroeg op 1 januari 2022 24,13 vierkante kilometer; de bevolkingsdichtheid was toen 177 inwoners per km².

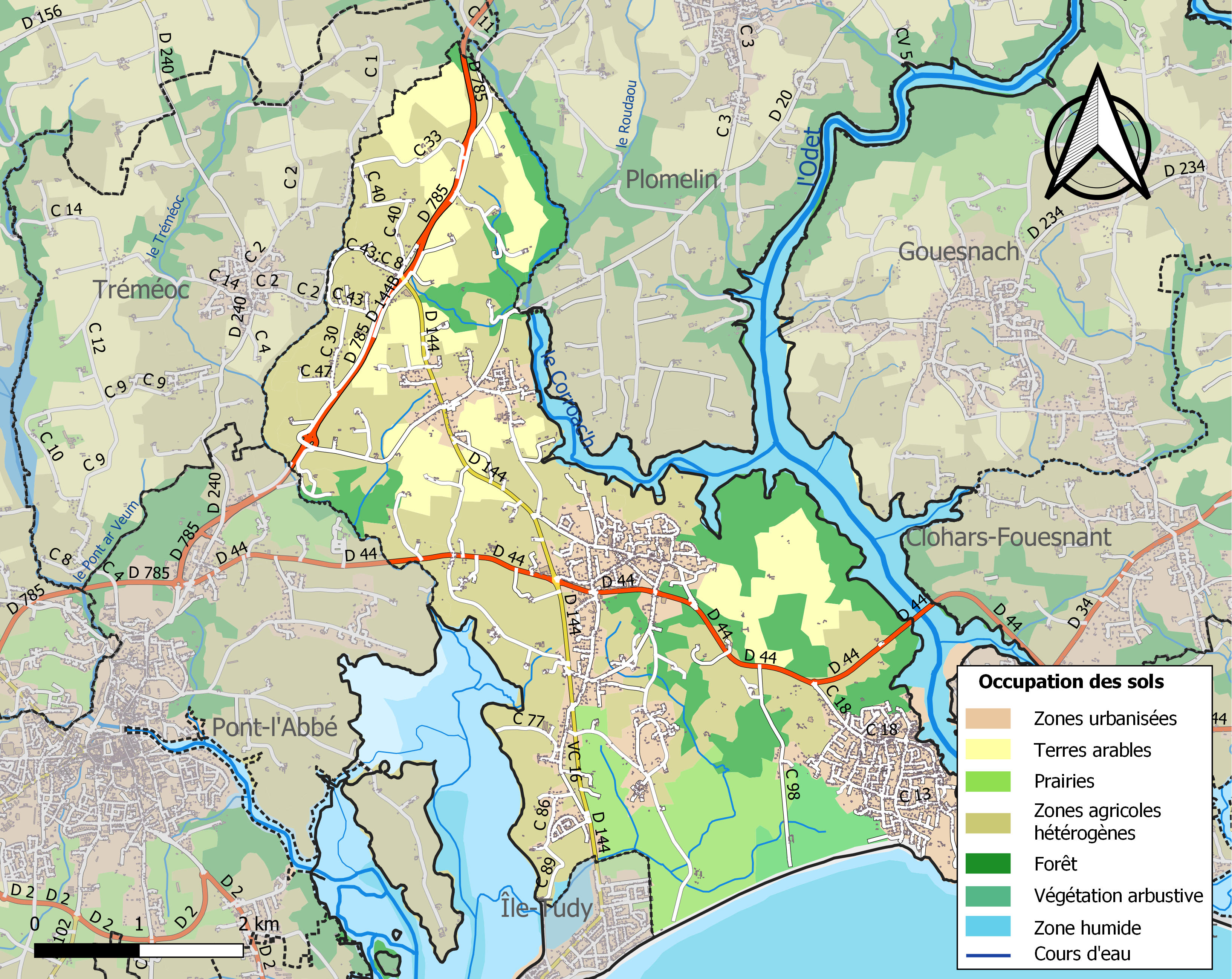
Kaart van de gemeente met belangrijkste infrastructuur, bodemgebruik en omliggende gemeenten

## De Sint-Tugdual Kerk en de Sint-Vennec kapel

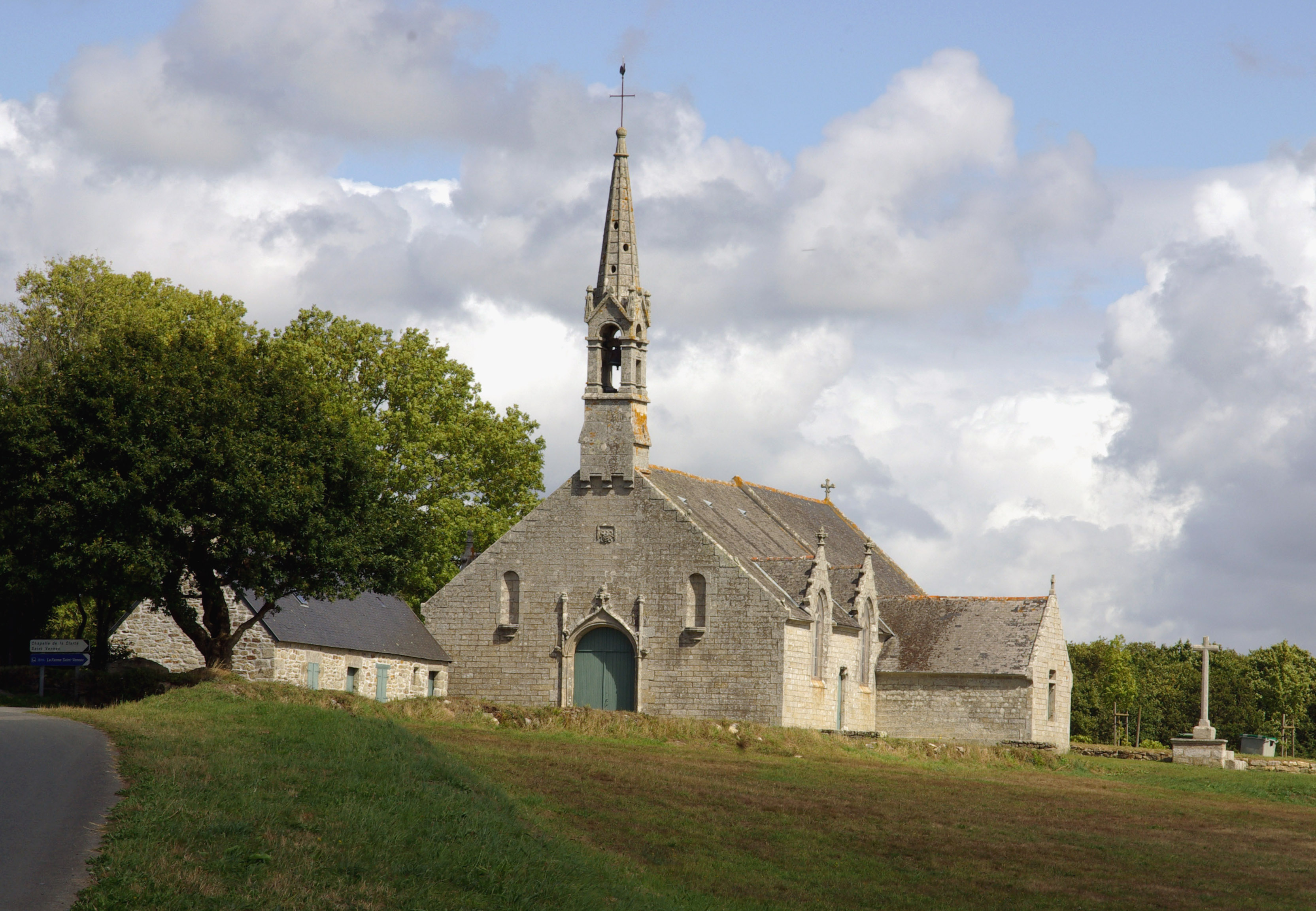
De Sint-Vennec kapel

- Sint-Tugdual Kerk

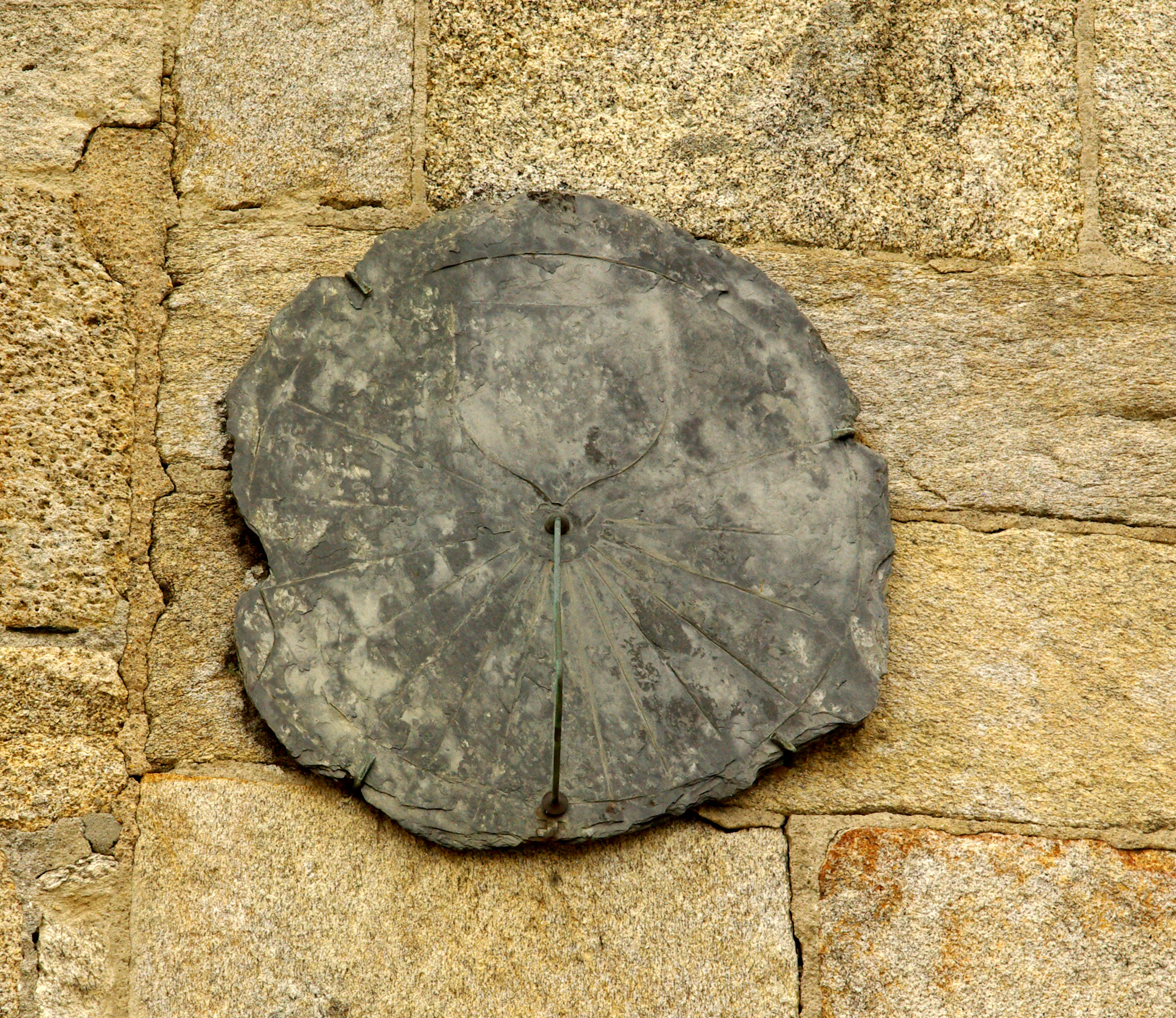
Zonnewijzer op de zuidgevel
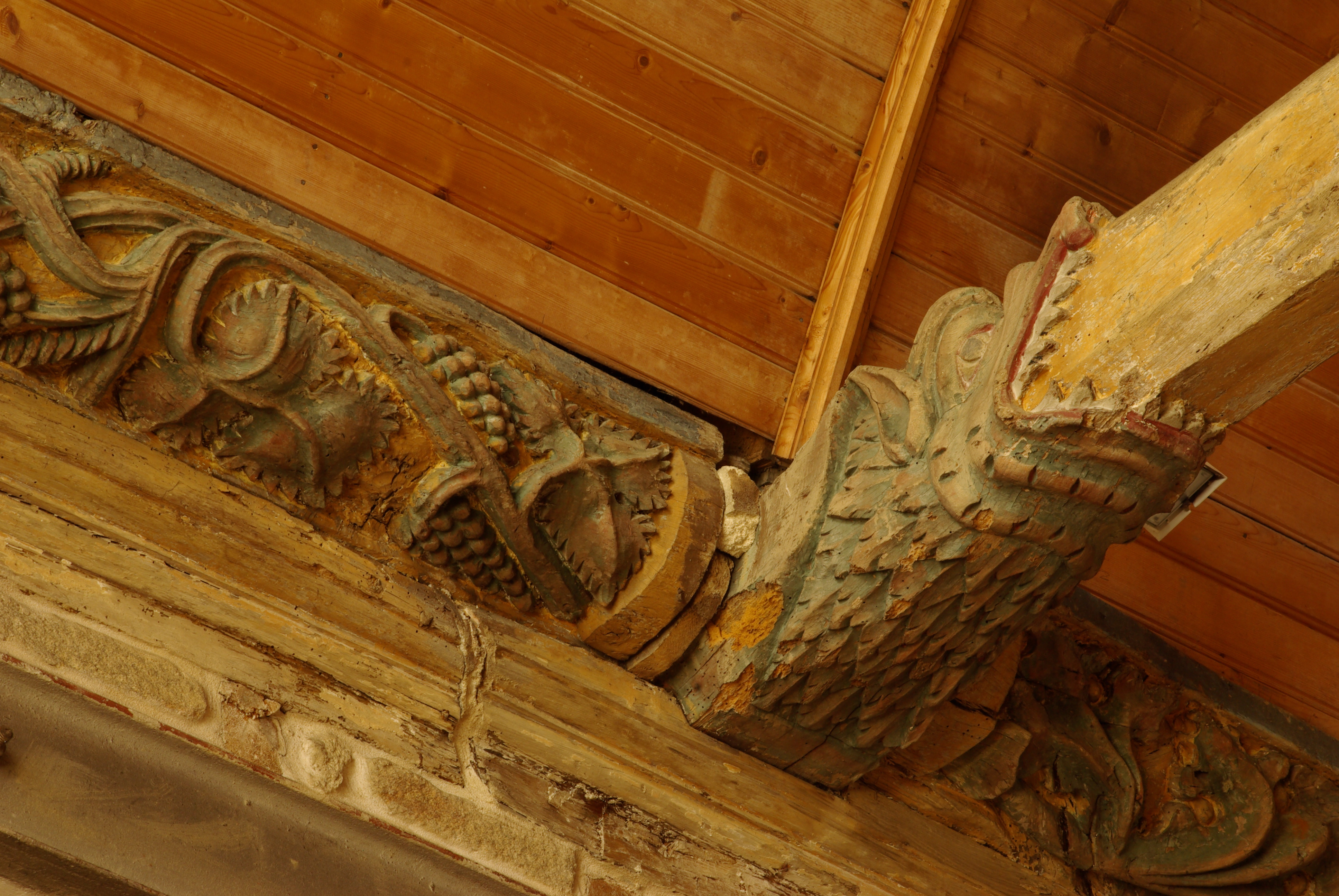
Timmerwerk
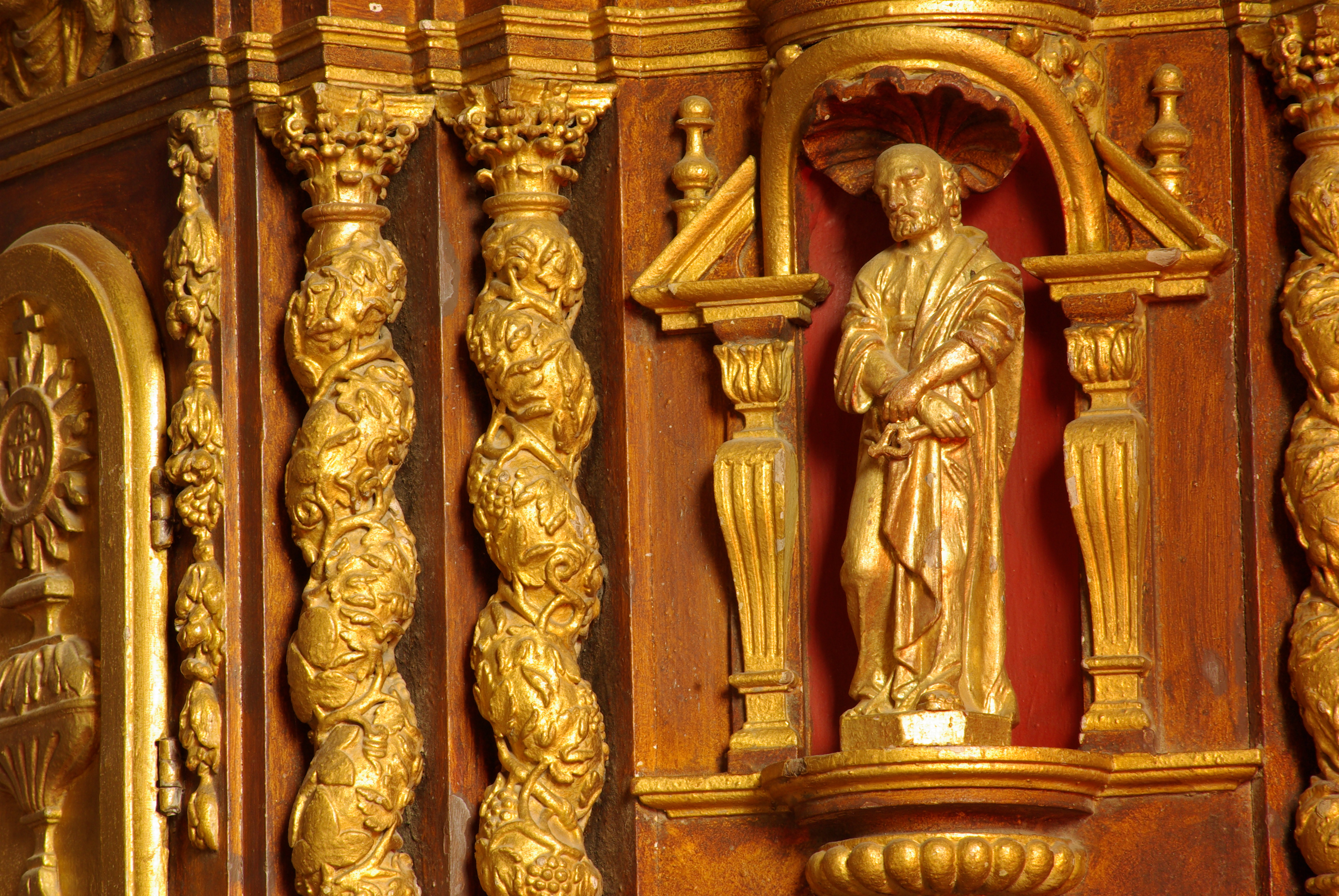
Standbeeld
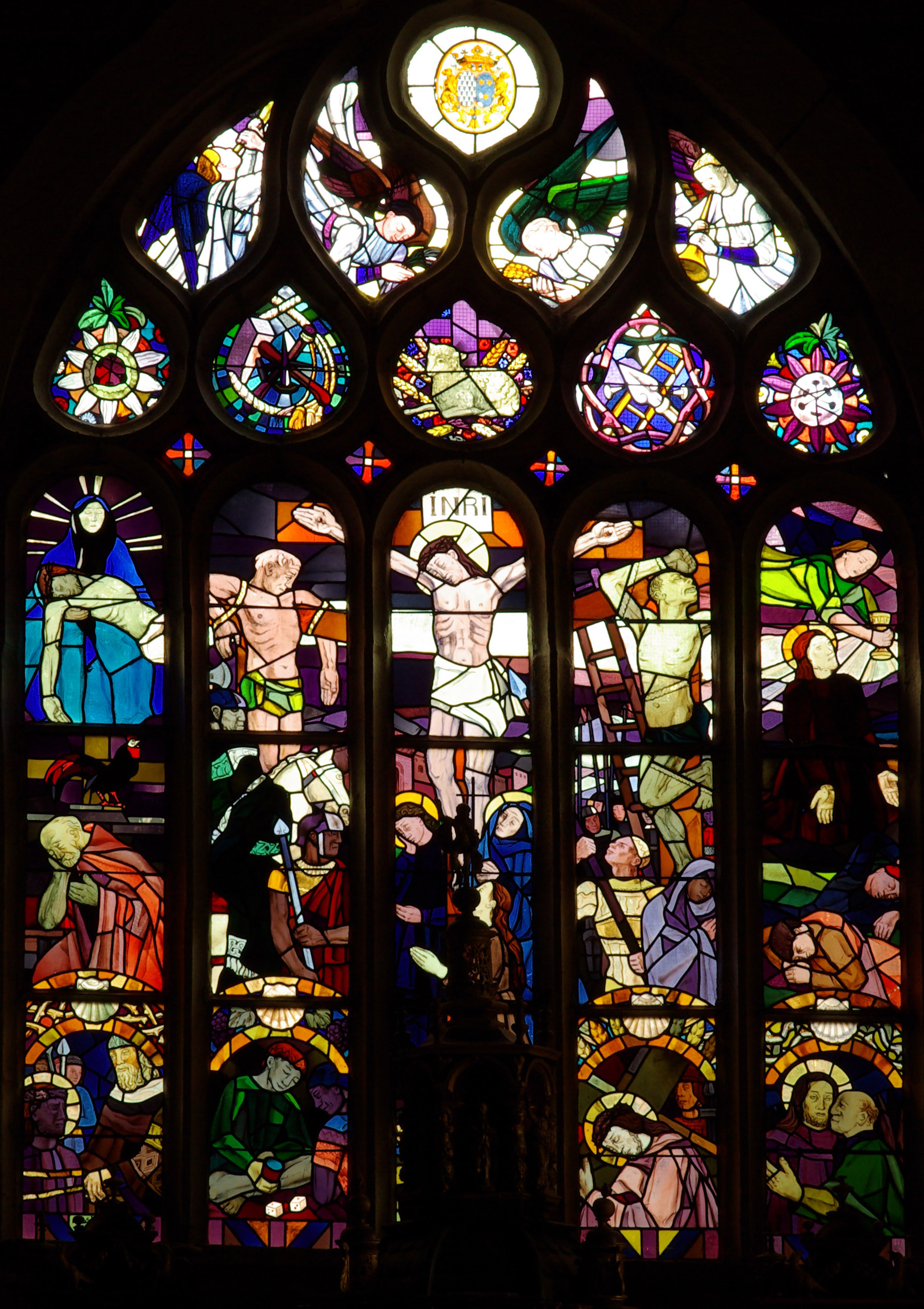
Gebrandschilderd glas
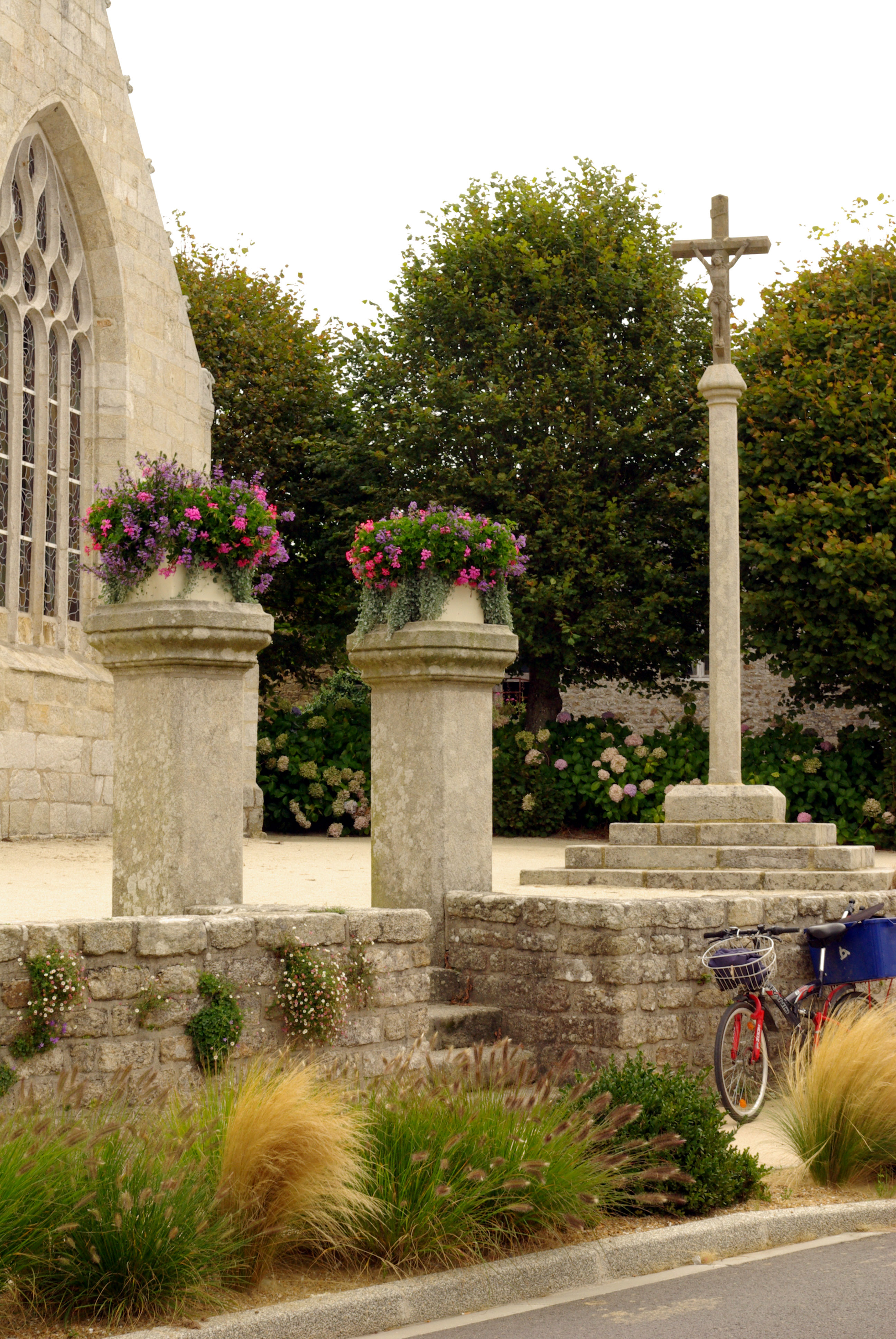
Calvarie

- Sint-Vennec kapel

## Demografie
Onderstaande figuur toont het verloop van het inwonertal (bron: INSEE-tellingen).